# Gordon György
Gordon György (Budapest, 1924. június 13. – Wakefield, West Yorkshire, 2005. március 5.) magyar festőművész, grafikus.

## Életpályája
A második világháború előtt Bernáth Aurél szabadiskoláját látogatta, velük járt először a Nagybányai Festőtelepen. 1945–1947 között Bukarestben élt, ekkor fél évig Nagybányán dolgozott. 1948–1953 között a Magyar Képzőművészeti Főiskola hallgatója volt, ahol Kmetty János, Berény Róbert és Domanovszky Endre oktatta. 1953-tól kiállító művész volt. 1956-ban emigrált; Angliában telepedett le. 1964–1986 között a wakefieldi Art College-ben tanított.

### Munkássága
Karinthy Frigyes: A cirkusz című novellájához (1956) 6 linóleummetszetből álló sorozatot készített, amely a vázlatrajzokkal együtt limitált fakszimile kiadásban jelent meg. Expresszionista alapokon nyugvó komor, hideg színeket használó művészete idővel szürrealista elemekkel bővült. A szenvedés, a magány, az elmúlás témának több művet szentelt. Gondos anatómiai tanulmányokra épülő mozgástanulmányai és fénytől átitatott szobabelsői az időtlenség képzetét sugározzák. Számos kifejező arcmást és önarcképet is festett.

## Kiállításai
| - 1966 Wakefield, Doncaster - 1967 Harrogate, London, Leeds - 1971 Bradford - 1972 Salford - 1973 Middlesbrough, Ilkley - 1974, 1995 Wakefield - 1977 Budapest - 1985, 1989 Leeds - 1986, 1995 London - 1995 Huddersfield, Harrogate | - 1953-1955, 1982 Budapest - 1956 Szombathely - 1982 Wakefield - 1984 Leeds, London - 1994 Huddersfield |